# Холеви (Варшавський-Західний повіт)
Холеви (пол. Cholewy) — село в Польщі, у гміні Блоне Варшавського-Західного повіту Мазовецького воєводства.
Населення — 119 осіб (2011).
У 1975-1998 роках село належало до Варшавського воєводства.

## Демографія
Демографічна структура станом на 31 березня 2011 року:
|          | Загалом | Допрацездатний вік | Працездатний вік | Постпрацездатний вік |
| -------- | ------- | ------------------ | ---------------- | -------------------- |
| Чоловіки | 66      | 7                  | 51               | 8                    |
| Жінки    | 53      | 9                  | 28               | 16                   |
| Разом    | 119     | 16                 | 79               | 24                   |